# HD 153791
HD 153791 är en dubbelstjärna belägen i den norra delen av stjärnbilden Altaret. Den har en kombinerad skenbar magnitud av ca 6,07 och är mycket svagt synlig för blotta ögat där ljusföroreningar ej förekommer. Baserat på parallaxmätning inom Hipparcosuppdraget på ca 6,6 mas, beräknas den befinna sig på ett avstånd på ca 490 ljusår (ca 150 parsek) från solen. Den rör sig bort från solen med en heliocentrisk radialhastighet på ca 4 km/s.

## Egenskaper
Primärstjärnan HD 153791 A är en vit till blå underjättestjärna i huvudserien av spektralklass A5 V. Den har en radie som är ca 3,8 solradier och har ca 67 gånger solens utstrålning av energi från dess fotosfär vid en genomsnittlig effektiv temperatur av ca 8 300 K.
Följeslagaren är en stjärna av skenbar magnitud 12,3 som ligger separerad med 6,0 bågsekund (år 1999) vid en positionsvinkel av 249°.